# Maurice Martin du Gard
Maurice Martin du Gard (* 7. Dezember 1896 in Nancy, Département Meurthe-et-Moselle; † 9. Februar 1970 in Versailles, Département Yvelines) war ein französischer Journalist und Schriftsteller.

## Leben
Martin du Gard war ein Sohn von Henri Martin du Gard (1861–1931) und dessen zweiter Ehefrau Marguerite Laumont (1870–um 1920). Der Schriftsteller Roger Martin du Gard war ein entfernter Verwandter.
Martin du Gard nahm am Ersten Weltkrieg teil. Bereits nach kurzer Ausbildung flog er als Pilot einen Doppeldecker der Brüder Farman. Zu Kriegsende kehrte er in seine Heimatstadt zurück. Aber bereits kurze Zeit später ging er nach Paris, um als Journalist für die monatlich erscheinende Literaturzeitschrift Les Écrits Nouveaux zu arbeiten. 1920 avancierte Maurice du Gard dort zum Chefredakteur und blieb dies auch für zwei Jahre.
Am 7. Dezember 1922 heiratete er in Paris Henriette Oettinger (1892–nach 1938) und hatte mit ihr zwei Söhne: Philippe und Jean-Paul. Im selben Jahr gab er seine Stelle als Redakteur auf und gründete das Literaturmagazin Les Nouvelles Littèraires. Diese Zeitschrift leitete er bis 1936 und arbeitete parallel dazu auch als Journalist. Daneben entstand mit den Jahren auch ein eigenständiges schriftstellerisches Werk.
Während der deutschen Besetzung im Zweiten Weltkrieg lebte Martin du Gard in Paris. Am 12. April 1945 heiratete er in zweiter Ehe Marthe Macaux (1905–1971), mit der er eine Tochter, Claire, hatte. Nach der Befreiung 1944 ging Martin du Gard zusammen mit seiner Familie nach Versailles und ließ sich dort nieder.
Maurice Martin du Gard starb am 9. September 1970 in Versailles und fand dort auch seine letzte Ruhestätte.

## Ehrungen
- Offizier der Ehrenlegion
- Kommandeur vom Orden des Sterns von Anjouan (Frankreich)
- Ritter vom Leopoldsorden (Belgien)
- Offizier vom Christusorden (Portugal)

## Werke (Auswahl)
Biografien
- Jules Tellier. Paris 1925.
- Henri Bremond. De Sainte-Beuve à Fénelon. Paris 1927.

Essais
- Impertinences. Portraits contemporains. Paris 1924.
- Feux tournants. Nouveaux portraits contemporains. Paris 1925.
- Vérités du moment. Paris 1928.
- Moralités libérales. Paris 1932.

Gedichte
- Signes des temps. Paris 1922.

Literaturgeschichte
- Caractères et confidences. Paris 1936.
- Les mémorables. Paris 1957/78.

1. 1918–1923. 1957.
2. 1924–1930. 1960.
3. 1930–1945. 1978. (postum)

- Les libéraux. De Renan à Chardonne. Paris 1967.

Politik
- Pour l’empire. Paris 1937.
- L’appel du Cameroun. Paris 1939.
- La chronique de Vichy. Paris 1976 (EA Paris 1948)[2]
- La carte imperiale. Paris 1949.

Reiseberichte
- Courrier d’Afrique. Paris 1931.
- Terres divines. Paris 1933.
- Le voyage de Madagascar. Paris 1934.
- Un Français en Europe. Paris 1935.

Theatergeschichte
- Carte rouge. Le théatre et la vie. Paris 1930.
- Soirées de Paris. Paris 1932.